# Карстове плато
Карстове плато (рос. карстовое плато, англ. karst plateau; нім. Karstplateau n — тип плато, які складені потужною горизонтальною або слабко дислокованою товщею карстових порід. На карстових плато, як правило, представлені різноманітні карстові форми, що обумовлено стоком атмосферних вод та вертикальною циркуляцією ґрунтових вод. Приклад, плато Крас на території колишньої Югославії.